# Franco Marvulli
Franco Marvulli (født 11. november 1978 i Zürich) er en forhenværende cykelrytter fra Schweiz. Hans foretrukne disciplin var banecykling, hvor han har vundet medaljer ved nationale, europæiske, verdens- og olympiske mesterskaber.
Marvulli har også vundet mange seksdagesløb, heriblandt to gange Københavns seksdagesløb med makkeren Bruno Risi.